# Noël Coward
Noël Peirce Coward (soms gespeld als Noel Pierce; Teddington, 16 december 1899 – Jamaica, 26 maart 1973) was een Engels acteur, toneelschrijver, regisseur en componist van populaire muziek.
Tot zijn bekendste werken behoort het toneelstuk Private Lives. Dit stuk werd op Broadway opgevoerd met Elizabeth Taylor en Richard Burton als de ex-echtgenoten die elkaar bij toeval op de balkons van hun hotelkamers tegen het lijf lopen.
Bekende liedjes van Coward zijn onder meer A Room with a View en Mad About the Boy.

## Toneelstukken
- The Better Half (1922)
- The Queen Was in the Parlour (1922)
- The Vortex (1924)
- Hay Fever (1925)
- Easy Virtue (1925)
- This Was a Man (1926)
- Private Lives (1930)
- Cavalcade (1931)
- Design for Living (1933)
- Tonight at 8:30 (1935-1936)
- Present Laughter (1939)
- This Happy Breed (1939)
- Blithe Spirit (1941)
- Peace in Our Time (1947)
- South Sea Bubble (1951)
- Quadrille (1952)
- Nude with Violin (1956)
- Look After Lulu! (1959)
- Waiting in the Wings (1960)

## Musicals en revues
- London Calling! (1922)
- On with the Dance (1924)
- This Year of Grace (1927)
- Bitter Sweet (1928)
- Words and Music (1932)
- Conversation Piece (1933)
- Operette (1937)
- Set to Music (1939)
- Sigh No More (1945)
- Pacific 1860 (1946)
- Ace of Clubs (1949)
- After the Ball (1953)
- Sail Away (1959)
- The Girl Who Came to Supper (1963)

- Bibsys: 90074028
- Biblioteca Nacional de España: XX948535
- Bibliothèque nationale de France: cb11898075c (data)
- Catàleg d'autoritats de noms i títols de Catalunya: 981058521451906706
- CiNii: DA02521241
- Gemeinsame Normdatei: 118670352
- International Standard Name Identifier: 0000 0001 2128 7424
- Library of Congress Control Number: n79071142
- Nationale Bibliotheek van Letland: 000003266
- MusicBrainz: 6aa4bb26-36f8-4a96-8328-4810a4e9a617
- Bibliotheek van het Japanse parlement: 00436770
- Nationale Bibliotheek van Tsjechië: xx0001677
- Nationale bibliotheek van Australië: 35926676
- Nationale Bibliotheek van Israël: 987007302972505171
- Nationale Bibliotheek van Polen: a0000002913074
- Nationale en Universitaire bibliotheek Zagreb: 000005987
- Nederlandse Thesaurus van Auteursnamen: 069269254
- Réseau des bibliothèques de Suisse occidentale: 02-A000044854
- RKD-Nederlands Instituut voor Kunstgeschiedenis: 18844
- LIBRIS: 182345
- SNAC: w6668c61
- Système universitaire de documentation: 026804263
- Trove: 1148935
- Union List of Artist Names: 500073529
- Virtual International Authority File: 39375533
- WorldCat: E39PBJrCfMkyRjR7gb6cD8HDMP